# تی. سی. کاناکا
تی. اس. کاناکا یا تانجاوور سانتاناکریشنا کاناکا، که با نام تانجور سانتانا کریشنا کاناکا نیز شناخته می‌شود (انگلیسی: T. S. Kanaka; ۳۱ مارس ۱۹۳۲ – ۱۴ نوامبر ۲۰۱۸) نخستین زن جراح مغز و اعصاب در آسیا و از معدود زنان پیشگام در این رشته در جهان بود. او نخستین جراح مغز و اعصاب در هند بود که الکترودهای تحریکی را در مغز کاشت، و همچنین نخستین کسی بود که در سال ۱۹۷۵ تحریک عمقی مغز (DBS) را انجام داد. او در دهه‌های ۱۹۶۰ و ۱۹۷۰، همراه با پروفسور بالاسوبرامانیام و پروفسور اس. کالایانارامان، پیشگام جراحی عملکردی مغز و اعصاب شد و برای پژوهش‌ها و مشارکت‌هایش در حوزه جراحی استریوتاکسیک مورد تقدیر قرار گرفت. او همچنین برنده جایزه یک عمر دستاورد از طرف بنیاد مغز و اعصاب مدرس (Madras Neuro Trust) بود.

## اوایل زندگی و تحصیلات
تانجاوور سانتاناکریشنا کاناکا یکی از هشت فرزند خانواده‌ای در مدرس (چنای کنونی) بود که از پدر و مادری به نام سانتاناکریشنا و پدموَتی متولد شد. پدرش معاون مدیر اداره آموزش عمومی و رئیس کالج معلمان مدرس بود. کاناکا از همان ابتدا به مطالعات معنوی علاقه‌مند بود، اما با وجود این علاقه، به تحصیل در رشته پزشکی پرداخت و در دسامبر ۱۹۵۴ مدرک پزشکی عمومی (MBBS) و در مارس ۱۹۶۳ مدرک کارشناسی ارشد جراحی (MS) را دریافت کرد. او در سال ۱۹۶۸ مدرک فوق تخصصی جراحی مغز و اعصاب (MCh) را دریافت کرد و بعدها در سال ۱۹۷۲، دکترای خود را در زمینه «ارزیابی جراحی استریوتاکسیک در فلج مغزی» به پایان رساند. پس از بیش از ۲۰ سال فعالیت جراحی، کاناکا مجدداً به تحصیل پرداخت و در سال ۱۹۸۳ مدرک دیپلم آموزش عالی (DHEd) را دریافت کرد.

## حرفه
کاناکا یکی از نخستین زنان جراح مغز و اعصاب در جهان بود؛ او در مارس ۱۹۶۸ مدرک MCh در جراحی مغز و اعصاب دریافت کرد، پس از دیانا بک (۱۹۰۲–۱۹۵۶) و آیسیمه آلتینوک که در نوامبر ۱۹۵۹ فارغ‌التحصیل شد. زمانی که جراحی استریوتاکسیک در سال ۱۹۶۰ در مدرس آغاز شد، کاناکا عضو تیم جراحی بی. رامامورتی بود که نخستین جراحی‌های استریوتاکسیک در هند را انجام دادند.
کاناکا در طول جنگ چین و هند در سال‌های ۱۹۶۲–۱۹۶۳ به عنوان افسر نظامی در ارتش هند خدمت کرد. بیشتر دوران حرفه‌ای او با بیمارستان دولتی عمومی مدرس گره خورده بود. او همچنین در کالج پزشکی مدرس، مرکز تحقیقات اپیدمیولوژیک، مؤسسه سرطان آدیار، بیمارستان مأموریت هندو و سایر مراکز آموزشی پزشکی تدریس کرد. کاناکا با سازمان‌های مختلفی برای ارائه خدمات پزشکی به افراد کم‌بضاعت همکاری کرد، از جمله با معابد تیروپاتی تیرومالا (TTD) که بیش از ۳۰ سال در آنجا فعالیت داشت.
در سال ۱۹۷۳، او سفری بین‌المللی آغاز کرد که اولین مقصد آن توکیو، ژاپن بود، یکی از سه مکانی که در آن زمان جراحی‌های استریوتاکسیک انجام می‌شد. در همین دوره، کاناکا با دریافت بورسیه برنامه کلمبو، به مدت یک سال دربارهٔ تحریک عصب فرنیک و دستگاه‌های پزشکی، از جمله وسایل مدیریت درد و تحریک دیافراگم مطالعه کرد.
کاناکا در سال ۱۹۹۰ از جراحی بازنشسته شد، اما همچنان خدمات مشاوره‌ای ارائه می‌داد و از ورود به بخش خصوصی خودداری کرد. در سال ۱۹۹۶، او رئیس افتخاری انجمن جراحان زن مغز و اعصاب آسیا شد. در همان زمان، رسماً به عنوان نخستین زن جراح مغز و اعصاب آسیا شناخته شد. او با استفاده از منابع مالی شخصی خود، بیمارستانی به نام والدینش تأسیس کرد به نام «بنیاد سلامت و پژوهش سانتاناکریشنا پدموَتی»، که خدمات پزشکی رایگان به نیازمندان ارائه می‌دهد.